# Namíbia zászlaja
A Namíbia zászlaján megtalálható napkorong az élet és az energia szimbóluma. Az aranysárga szín a Namib-sivatagot és a síkságokat képviseli, a kék az eget, az Atlanti-óceánt, Namíbia tengeri erőforrásait, az esőt és a folyóvizeket.
A vörös a népet és a nép hősiességét szimbolizálja, illetve a nép elszántságát a mindenkinek egyenlő esélyeket biztosító jövő építésében. A zöld szín a növényzet, a természeti erőforrások szimbóluma, a fehér pedig a békére és az egységre utal.